# فرد إس. كيلر
فرد إس. كيلر (بالإنجليزية: Fred S. Keller)‏ هو عالم نفس أمريكي، ولد في 2 يناير 1899، وتوفي في 2 فبراير 1996 في تشابل هيل في الولايات المتحدة.